# 2. ŽNL Virovitičko-podravska 2011./12.
Ovaj članak je podtema članka: 5. rang HNL-a 2011./12.

2. ŽNL Virovitičko-podravska u sezoni 2011./12. je predstavljala ligu drugog stupnja županijske lige u Virovitičko-podravskoj županiji, te ligu petog stupnja hrvatskog nogometnog prvenstva. 
 
Sudjelovalo je 14 klubova, a ligu je osvojio "Podravac" iz Sopja.    

## Ljestvica
| mj. | klub                   | ut. | pob. | ner. | por. | gol+ | gol- | bod |
| --- | ---------------------- | --- | ---- | ---- | ---- | ---- | ---- | --- |
| 1.  | Podravac Sopje         | 26  | 19   | 1    | 6    | 72   | 38   | 58  |
| 2.  | Kladare                | 26  | 15   | 3    | 8    | 53   | 35   | 48  |
| 3.  | Sloga Zdenci           | 26  | 14   | 4    | 8    | 45   | 39   | 46  |
| 4.  | Graničar Okrugljača    | 26  | 13   | 3    | 10   | 85   | 45   | 42  |
| 5.  | Slavonija Sladojevci   | 26  | 12   | 6    | 8    | 69   | 59   | 42  |
| 6.  | Mladost Miljevci       | 26  | 12   | 5    | 9    | 48   | 45   | 41  |
| 7.  | Napredak Rušani        | 26  | 11   | 5    | 10   | 67   | 48   | 38  |
| 8.  | Sveti Đurađ            | 26  | 11   | 3    | 12   | 39   | 53   | 36  |
| 9.  | Podgorje               | 26  | 10   | 4    | 12   | 56   | 60   | 34  |
| 10. | Mladost Vukosavljevica | 26  | 8    | 7    | 11   | 51   | 52   | 31  |
| 11. | Bušetina 1947          | 26  | 9    | 4    | 13   | 53   | 70   | 31  |
| 12. | Mladost Čađavica       | 26  | 9    | 3    | 14   | 58   | 81   | 30  |
| 13. | Turnašica              | 26  | 7    | 5    | 14   | 52   | 66   | 26  |
| 14. | Grabić                 | 26  | 3    | 5    | 18   | 33   | 90   | 14  |

## Rezultatska križaljka
| kratica | klub                   | BUŠ | GRAB | GRAN | KLA | MLAČ | MLAM | MLAV | NAP | PODG | PODR | SLA | SLO | SVEĐ | TUR |
| --- | ---------------------- | --- | ---- | ---- | --- | ---- | ---- | ---- | --- | ---- | ---- | --- | --- | ---- | --- |
| BUŠ | Bušetina 1947          |     |      |      |     |      |      |      |     |      |      |     |     |      |     |
| GRAB | Grabić                 |     |      |      |     |      |      |      |     |      |      |     |     |      |     |
| GRAN | Graničar Okrugljača    |     |      |      |     |      |      |      |     |      |      |     |     |      |     |
| KLA | Kladare                |     |      |      |     |      |      |      |     |      |      |     |     |      |     |
| MLAČ | Mladost Čađavica       |     |      |      |     |      |      |      |     |      |      |     |     |      |     |
| MLAM | Mladost Miljevci       |     |      |      |     |      |      |      |     |      |      |     |     |      |     |
| MLAV | Mladost Vukosavljevica |     |      |      |     |      |      |      |     |      |      |     |     |      |     |
| NAP | Napredak Rušani        |     |      |      |     |      |      |      |     |      |      |     |     |      |     |
| PODG | Podgorje               |     |      |      |     |      |      |      |     |      |      |     |     |      |     |
| PODR | Podravac Sopje         |     |      |      |     |      |      |      |     |      |      |     |     |      |     |
| SLA | Slavonija Sladojevci   |     |      |      |     |      |      |      |     |      |      |     |     |      |     |
| SLO | Sloga Zdenci           |     |      |      |     |      |      |      |     |      |      |     |     |      |     |
| SVEĐ | Sveti Đurađ            |     |      |      |     |      |      |      |     |      |      |     |     |      |     |
| TUR | Turnašica              |     |      |      |     |      |      |      |     |      |      |     |     |      |     |
| |                        |     |      |      |     |      |      |      |     |      |      |     |     |      |     |
| podebljan rezultat - utakmice od 1. do 13. kola (1. utakmica između klubova) rezultat normalne debljine - utakmice od 14. do 26. kola (2. utakmica između klubova) rezultat nakošen - nije vidljiv redoslijed odigravanja međusobnih utakmica iz dostupnih izvora rezultat smanjen * - iz dostupnih izvora nije uočljiv domaćin susreta prekrižen rezultat - poništena ili brisana utakmica p - utakmica prekinuta 3:0 p.f. / 0:3 p.f. - rezultat 3:0 bez borbe n.i. - nije igrano |                        |     |      |      |     |      |      |      |     |      |      |     |     |      |     |

 Izvori: 

## Vanjske poveznice
- znsvpz.hr, Županijski nogometni savez Virovitičko-podravske županije